# キャプシーヌ
キャプシーヌ（Capucine、1928年1月6日 - 1990年3月17日）は、フランス・サン＝ラファエル出身のファッションモデル、女優。
本名はジェルメーヌ・ルフェーブル (Germaine Lefebvre)。キャプシーヌとはフランス語でキンレンカのこと。ニックネームは「キャップ」「キャピー」。

## 略歴
生年には1928年説の他に1931年、1932年、1933年説もあり、生地についても諸説がある。フランスのリセ卒業後（大学卒業説有り）、パリの観光旅行中、カメラマンにスカウトされ（諸説有り）ファッション・モデルの道へ入った。ディオール、ジバンシー等有名なブランドを代表する、当時の売れっ子モデルになる。
ファッション・モデルとして活躍する傍ら、映画にも出演。映画初出演は、ジャン・コクトー監督作『双頭の鷲』（本名での出演。クレジット無し）。『七月のランデブー』で共演した俳優のピエール・トラボーと結婚したが、7ヶ月で離婚する。

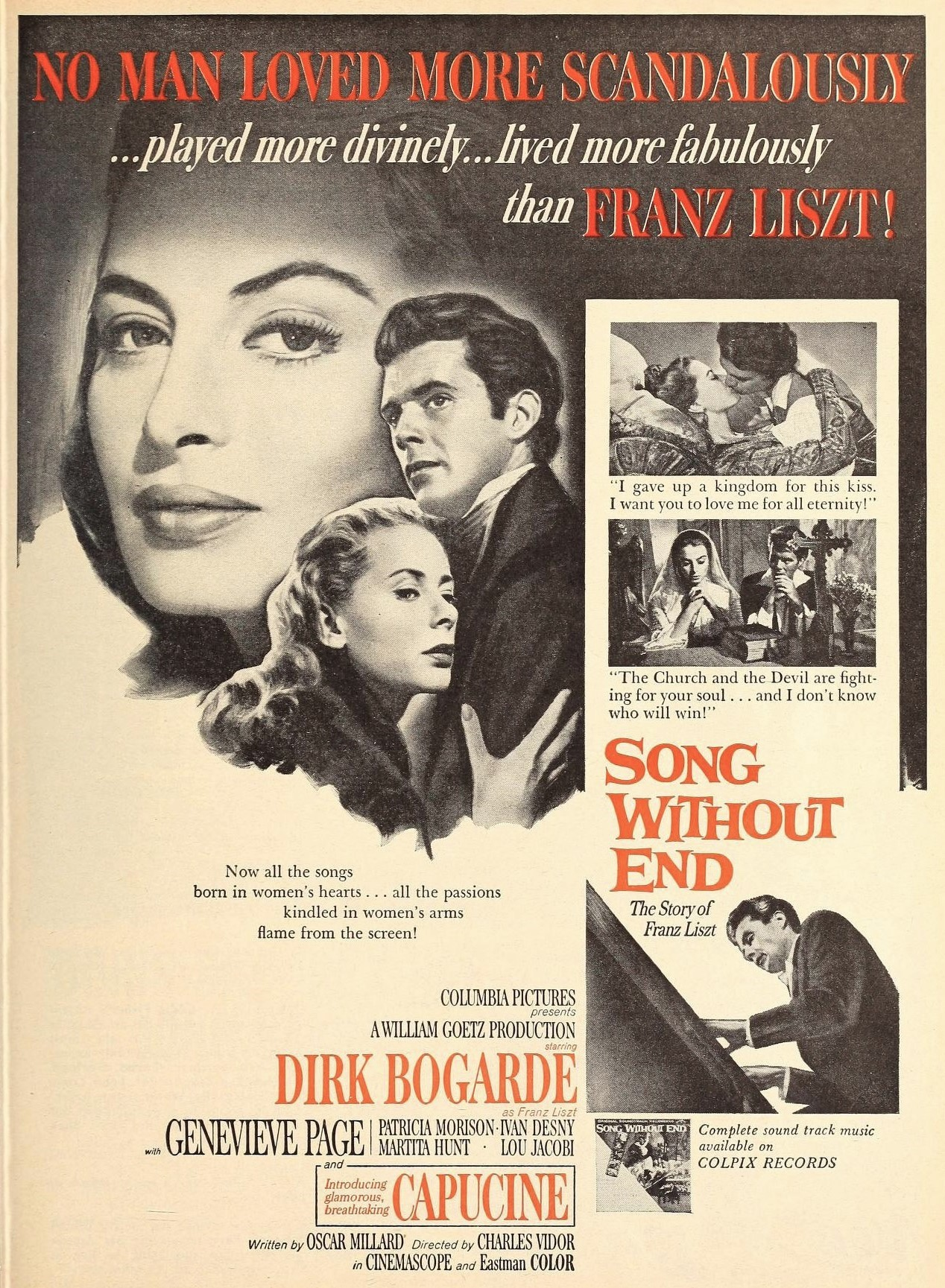
『わが恋は終りぬ』（1960年）

後にモデルとしての活躍の場を、フランスからアメリカに移し、1950年代から60年代を代表する最高のファッション・モデル（カヴァー・ガール）となる。アメリカに進出する際、ジョージ・ラトフのもとで本格的に演技の勉強と語学習得に励む。フランスのエレガントな雰囲気、典雅でドラマティックな風貌は、ハリウッドでも注目を集め、本格的に女優業をスタートさせる。ハリウッドでの初出演作は『わが恋は終りぬ』（共演ダーク・ボガード）。『わが恋は終りぬ』の優雅な存在感と、劇的な演技で、ゴールデン・グローブ賞のノミネートを受ける。
その後も『荒野を歩け』『アラスカ魂』等、話題作・ヒット作に出演するも、代表作に恵まれない時期が続く。大ヒット・コメディー映画『ピンクの豹』にエヴァ・ガードナーのピンチ・ヒッターとして選ばれ、ようやく女優としての代表作に恵まれる（生涯に渡り3作のピンク・パンサーシリーズに出演）。
その後も『何かいいことないか子猫チャン』や『三人の女性への招待状』などで、洗練されたコメディ・センスを見せるも、彼女の後ろ盾であった敏腕プロデューサー、チャールズ・K・フェルドマン（『七年目の浮気』『欲望という名の電車』）が急逝した為、出演が決まっていた作品の完成を待たず、ハリウッドを去ることになった。
ハリウッド時代から恒常的にヨーロッパ映画への出演は続けており、多くの映画、TV作品（「プローブ捜査指令」「探偵ハート＆ハート」「ジェシカおばさんの事件簿」「愛と復讐のヒロイン」等）に出演している。出演作の中には『レッド・サン』やフェデリコ・フェリーニ監督の『サテリコン』といった作品も含まれている。
優雅で美しい反面、冷淡と取られる事も多く、またマスコミに対して非協力的であったため、レズビアン説（レズビアンをテーマにしたいくつかの作品に出演していたためと、結婚歴があることを黙っていたため）などの噂も流された。その中にはトランスセクシャル説も含まれているが、これは彼女と同時代に活躍した、同じ芸名を持つトランスセクシャルのダンサーが存在したためと思われる（スペインの雑誌『Doña' Oct 5th 1976』より、キャプシーヌ自身の発言）。また、「アメリカの男性は、アメリカの女性をスポイルしている」等、はっきりとした発言をしたことも反感を買う理由の一つになっているかもしれない。スペインの雑誌『Doña' Oct 5th 1976』において、インタビュアーからトランスセクシャルの是非を問われた際、キャプシーヌは一笑に付し、明確に否定している。またフランス本国で1983年に放送されたTV用映画『Rouge Capucine』は彼女の自伝的ドラマであったが、彼女が女性以外の何物でもないことを明確に裏付ける発言が、キャプシーヌ自身に依って告白されている。
前述のダーク・ボガード以外にも俳優のウィリアム・ホールデンと交際していた。彼の死後50万ドルの遺産がキャプシーヌに贈られている。親友はオードリー・ヘップバーンで、キャプシーヌは死後、自分の財産をオードリーに託し、ユニセフと赤十字社の為に使うことを、遺言により指示している。
長い間、重度のうつ病を患っていたが、1990年3月、終の棲家となったローザンヌのマンションから飛び降り自殺をはかり死去。オードリー、ダーク・ボガードなどの親しい友人にショックを与えた。イタリアン・ヴォーグの表紙が、彼女のモデルとしての最後の仕事となった。

## 出演作品
| 公開年 | 邦題 原題                                                     | 役名                                           | 備考                 |
| ------ | ------------------------------------------------------------- | ---------------------------------------------- | -------------------- |
| 1947   | 双頭の鷲 L'Aigle a Deux Tetes                                 |                                                | クレジットなし       |
| 1955   | 水色の夜会服 Mademoiselle de Paris                            |                                                |                      |
| 1955   | フルフル Frou-Frou                                            |                                                |                      |
| 1960   | わが恋は終りぬ Song Without End                               | カロリーネ・ツー・ザイン＝ヴィトゲンシュタイン |                      |
| 1960   | アラスカ魂 North to Alaska                                    | ミシェル                                       |                      |
| 1961   | 皇帝の密使 Le Triomphe de Michel Strogoff                     |                                                |                      |
| 1962   | 荒野を歩け Walk on the Wild Side                              | ハリー                                         |                      |
| 1962   | ライオン The Lion                                             |                                                |                      |
| 1963   | ピンクの豹 The Pink Panther                                   | シモーヌ・クルーゾー                           |                      |
| 1964   | 第七の暁 The 7th Dawn                                         |                                                |                      |
| 1965   | 何かいいことないか子猫チャン What's New Pussycat              | レネ                                           |                      |
| 1967   | 三人の女性への招待状 The Honey Pot                            | ドミニク王女                                   |                      |
| 1969   | 黄色い戦場 Fräulein Doktor                                    | サフォレ                                       |                      |
| 1969   | サテリコン Satyricon                                          | トリフェナ                                     |                      |
| 1971   | レッド・サン Red Sun                                          | ペピータ                                       |                      |
| 1975   | ベルモンドの怪盗二十面相 L'incorrigible                       | エレーヌ                                       |                      |
| 1976   | ブラッフ Bluff storia di truffe e di imbroglioni              | ベル                                           |                      |
| 1979   | 戦争と友情 From Hell to Victory                               | ニコル                                         |                      |
| 1979   | ジャガーNO.1 Jaguar Lives!                                    | ジーナ・ヴァナコア                             |                      |
| 1982   | ピンク・パンサーX Trail of the Pink Panther                   | シモーヌ・リットン夫人                         |                      |
| 1982   | 聖女アフロディーテ Aphrodite                                  | スザンヌ・スタンフォード                       |                      |
| 1983   | ピンク・パンサー5 Curse of the Pink Panther                   | シモーヌ・リットン夫人                         |                      |
| 1985   | ジェシカおばさんの事件簿 Murder, She Wrote: Paint Me a Murder |                                                | テレビシリーズ       |
| 1986   | 愛と復讐のヒロイン Sins                                       | オディール                                     | テレビ・ミニシリーズ |
| 1987   | デモンズ・キラー/美人モデル猟奇連続殺人 Le foto di Gioia      | フローラ                                       |                      |
| 1990   | 貴族探偵ブルーブラッド Blaues Blut                            | アルテンベルク伯爵夫人（シモーヌ）             | テレビ・ミニシリーズ |

## 備考
- ファッションモデルをしていたキャプシーヌをハリウッドにスカウトしたのは、プロデューサーのチャールズ・フェルドマン（1904-1968）であった。『わが恋は終りぬ』で共演したダーク・ボガードをイギリスから呼んだのはフェルドマンで、これはキャプシーヌがハリウッドの男優と共演するのをフェルドマンが嫌ったことが一因とされる。しかし、結果的にはキャプシーヌとボガードは交際する事態となったため、ボガードはフェルドマンにより、次の映画でエヴァ・ガードナーと共演するためにローマに遠ざけられてしまった。キャプシーヌは、ボガードが「結婚することを望んだ唯一の女性」であったが、フェルドマンの方に好意を持っていたといわれる。なお、キャプシーヌが1962年からスイスのローザンヌで居住していた高級アパートメントは、フェルドマンがキャプシーヌのために購入したものであった[3]。オードリー・ヘプバーンの友人（女性）がこのアパートメントに住んでいた頃に、ウィリアム・ホールデンがキャプシーヌを訪ねてきた際、エレベーターの中で何度か遭遇している[4]。ダーク・ボガードは、このアパートメントに一度も行ったことがないと書いている[5]。
- キャプシーヌがハリウッド行きを決めて、ビバリーヒルズにあったチャールズ・フェルドマン宅に住むことになったときに、フェルドマン夫人は（離婚はしないけれども）荷物をまとめてニューヨークに移ったため、キャプシーヌがフェルドマン宅の女主人となり、ハリウッドの社交に関してフェルドマンの役に立っていたという[5]。
- キャプシーヌが1960年の『アラスカ魂』（North to Alaska）でジョン・ウェインと共演できたのは、フェルドマンがジョン・ウェインのエージェントもしていたためである。
- キャプシーヌは、自分が1931年（又は1933年）生まれであると自称することがあったため、そのように記載されることもあるが、1928年が正しい。すなわち、最初にハリウッド映画に出演した『わが恋は終りぬ』（Song Without End）及び『アラスカ魂』（North to Alaska）が公開された1960年当時、既に32歳であった。
- ウィリアム・ホールデンが交際した女優でホールデンが遺言により遺贈を行ったのは3名で、ステファニー・パワーズ（$250,000）、キャプシーヌ（$50,000）、及び Patricia Stauffer（$50,000） であった[6]。
- オードリー・ヘプバーンが1965年に自宅を購入したスイスのトロシュナ村は、キャプシーヌが1962年から住んでいたローザンヌからは20km程度の距離である。キャプシーヌは、1970年代の終わりから1980年代に、週に2回はヘプバーン宅に遊びに行っていたといわれている[4]。
- キャプシーヌは、1988年から西ドイツのテレビで放送された「Blaues Blut」のシリーズにアルテンベルク伯爵夫人役で出演し、1990年1月15日から3月19日にかけての放送が遺作となった。このシリーズは英語で制作されたが、西ドイツでの放送であるため、ドイツ語に吹き替えて放送された。ちなみに演じた伯爵夫人の名前は「シモーヌ」で、『ピンクの豹』(1963)の『クルーゾー警部』と離婚し、1年後にリットン卿の夫人となった女性、シモーヌと同じ名前であった。
- マテル社から発売された、バービー人形「スーパーモデルシリーズ」のCapucineは、キャプシーヌへのオマージュとして作られたものである。

## 参照
1. ↑  Donnelley, Paul (2005-11-01). Fade to Black: A Book of Movie Obituaries (3 ed.). Omnibus Press. pp. 236. ISBN 1-84449-430-6
2. ↑  “FRENCH ACTRESS, CAPUCINE, LEAPS TO HER DEATH”. DESERT NEWS. (1990年3月20日) 2012年10月22日閲覧。
3. ↑  Morley, Sheridan,「Dirk Bogarde: Rank Outsider」, 1996
4. 1 2  Paris, Barry,「Audrey Hepburn」, 2001
5. 1 2  Bogarde, Dirk, 「Cleared for Take-off」, 1995
6. ↑  Capua, Michelangelo,「William Holden: A Biography」, 2009